# Basma Jebali
Pour les articles homonymes, voir Jebali.
Basma Jebali, née le 8 décembre 1975 à Houmt Souk, est une femme politique tunisienne.

## Biographie
Elle effectue ses études primaires à Houmt Souk (Djerba), ville où elle est née. En 1995, elle obtient un baccalauréat, en section lettres, puis intègre l'Institut national du travail et des études sociales de Tunis, où elle décroche une maîtrise en études sociales.

### Carrière politique
Militante au sein du mouvement Ennahdha à partir de ses études, elle a été interdite de travailler dans la fonction publique.
Lors des élections de 2011, elle est élue comme représentante de la circonscription de Médenine. Au scrutin législatif de 2014, elle est élue députée de la même circonscription,,.
En novembre 2018, elle est nommée au poste de secrétaire d'État auprès du ministre des Affaires locales et de l'Environnement, Mokhtar Hammami, dans le gouvernement de Youssef Chahed.
En décembre 2020, elle est nommée directrice générale de l'Agence nationale de gestion des déchets.